# بلبل زيتوني الجناحين
بلبل زيتوني الجناحين (الاسم العلمي: Pycnonotus plumosus) (بالإنجليزية: Olive-winged Bulbul)‏ هو نوع من الطيور يتبع جنس البلبل من الفصيلة البلابل.